# Hippies (小泉今日子のアルバム)
『Hippies』（ヒッピーズ）は、小泉今日子の10枚目のオリジナル・アルバム。1987年3月5日にビクター音楽産業から発売された。

## 概要
小泉にとって初のハーフ・セルフプロデュース・アルバム。ジャケットデザインはCBS・ソニー出版雑誌『PATi PATi』のデザイナーに依頼したもの。氷室京介、吉川晃司、爆風スランプ、いまみちともたか、高見沢俊彦、御茶漬海苔、渡辺えり子（現・渡辺えり）らが詞曲を提供している。
シングル「夜明けのMEW」、「木枯しに抱かれて」(Another Version) を収録。

## 再発盤
2007年7月25日には、シングルのカップリング曲を2曲追加した上で全曲デジタルリマスターを行った完全生産限定盤『Hippies+2』が、紙ジャケット仕様でビクターエンタテインメントから発売された。
2016年5月4日にはマスターの44.1kHz/16bit音源をK2HDプロセッシングを使用して96kHz/24bitにアップコンバートした音源の配信が開始された。

## 収録曲

### LP／CT
| #         | タイトル                              | 作詞           | 作曲           | 編曲         | 時間  |
| --------- | ------------------------------------- | -------------- | -------------- | ------------ | ----- |
| 1.        | 「3001年のスターシップ」              | 湯川れい子     | 氷室京介       | ホッピー神山 | 5:40  |
| 2.        | 「Hippies」                           | 渡辺えり子     | 吉川晃司       | 大村雅朗     | 4:09  |
| 3.        | 「木枯しに抱かれて」(Another Version) | 高見沢俊彦     | 高見沢俊彦     | 井上鑑       | 4:05  |
| 4.        | 「ケチャップつけた安全剃刀」          | 蓮田ひろか     | 中原信雄       | 米光亮       | 3:59  |
| 5.        | 「東の島にブタがいた Vol.2」          | サンプラザ中野 | ファンキー末吉 | 爆風スランプ | 4:54  |
| 合計時間: | 合計時間:                             | 合計時間:      | 合計時間:      | 合計時間:    | 22:47 |

| #         | タイトル                   | 作詞             | 作曲             | 編曲      | 時間  |
| --------- | -------------------------- | ---------------- | ---------------- | --------- | ----- |
| 1.        | 「あそぼゼ」               | いまみちともたか | いまみちともたか | 34Special | 3:09  |
| 2.        | 「凍りの都市」             | 御茶漬海苔       | 宅間顕           | TOPS      | 4:36  |
| 3.        | 「今年最後のシャーベット」 | 川村真澄         | 上田知華         | TOPS      | 4:46  |
| 4.        | 「夜明けのMEW」            | 秋元康           | 筒美京平         | 武部聡志  | 3:46  |
| 5.        | 「One Moon」               | 川村真澄         | 林哲司           | 朝川朋之  | 4:50  |
| 合計時間: | 合計時間:                  | 合計時間:        | 合計時間:        | 合計時間: | 21:07 |

### Hippies+2
- 2007年7月25日発売。全曲デジタルリマスター盤・紙ジャケット仕様[5]。新たに2曲がボーナス・トラックとして追加収録された[4]。

| #         | タイトル                              | 作詞             | 作曲             | 編曲         | 時間  |
| --------- | ------------------------------------- | ---------------- | ---------------- | ------------ | ----- |
| 1.        | 「3001年のスターシップ」              | 湯川れい子       | 氷室京介         | ホッピー神山 | 5:40  |
| 2.        | 「Hippies」                           | 渡辺えり子       | 吉川晃司         | 大村雅朗     | 4:09  |
| 3.        | 「木枯しに抱かれて」(Another Version) | 高見沢俊彦       | 高見沢俊彦       | 井上鑑       | 4:05  |
| 4.        | 「ケチャップつけた安全剃刀」          | 蓮田ひろか       | 中原信雄         | 米光亮       | 3:59  |
| 5.        | 「東の島にブタがいた Vol.2」          | サンプラザ中野   | ファンキー末吉   | 爆風スランプ | 4:54  |
| 6.        | 「あそぼゼ」                          | いまみちともたか | いまみちともたか | 34Special    | 3:09  |
| 7.        | 「凍りの都市」                        | 御茶漬海苔       | 宅間顕           | TOPS         | 4:36  |
| 8.        | 「今年最後のシャーベット」            | 川村真澄         | 上田知華         | TOPS         | 4:46  |
| 9.        | 「夜明けのMEW」                       | 秋元康           | 筒美京平         | 武部聡志     | 3:46  |
| 10.       | 「One Moon」                          | 川村真澄         | 林哲司           | 朝川朋之     | 4:50  |
| 11.       | 「Blueage Dream」(ボーナストラック)   | 高見沢俊彦       | 高見沢俊彦       | 井上鑑       | 3:57  |
| 12.       | 「Kiss」(ボーナストラック)            | 松本隆           | 筒美京平         | 大村雅朗     | 4:10  |
| 合計時間: | 合計時間:                             | 合計時間:        | 合計時間:        | 合計時間:    | 51:56 |

### 曲解説
1. 3001年のスターシップ
  - 氷室京介が「LOVE & GAME」（『FLOWERS for ALGERNON』収録）として後にセルフカバーを行っている（作詞・編曲は本曲とは異なる）。
2. Hippies
  - アルバムのタイトル曲。
3. 木枯しに抱かれて（Another Version）
  - 20枚目のシングルA面曲のアルバムバージョン。
4. ケチャップつけた安全剃刀
5. 東の島にブタがいた Vol.2
  - 爆風スランプが「東の島にブタがいた Vol.3」（『JUNGLE』収録）として後にセルフカバーしている（一部を除き歌詞が全く異なる）。
6. あそぼゼ
7. 凍りの都市
8. 今年最後のシャーベット
9. 夜明けのMEW
  - 19枚目のシングルA面曲。
10. One Moon
  - ベストアルバム『Best Of Kyong King』には小泉が朗読を担当した″Fairy Tale Version″で収録された。
11. Blueage Dream
  - シングル「木枯しに抱かれて」カップリング曲
12. Kiss
  - シングル「水のルージュ」カップリング曲

## 参考資料
- 小泉今日子『Hippies+2』（ライナーノーツ）ビクターエンタテインメント、2007年7月25日。VICL-62443。